# Willibald-Gebhardt-Sportzentrum

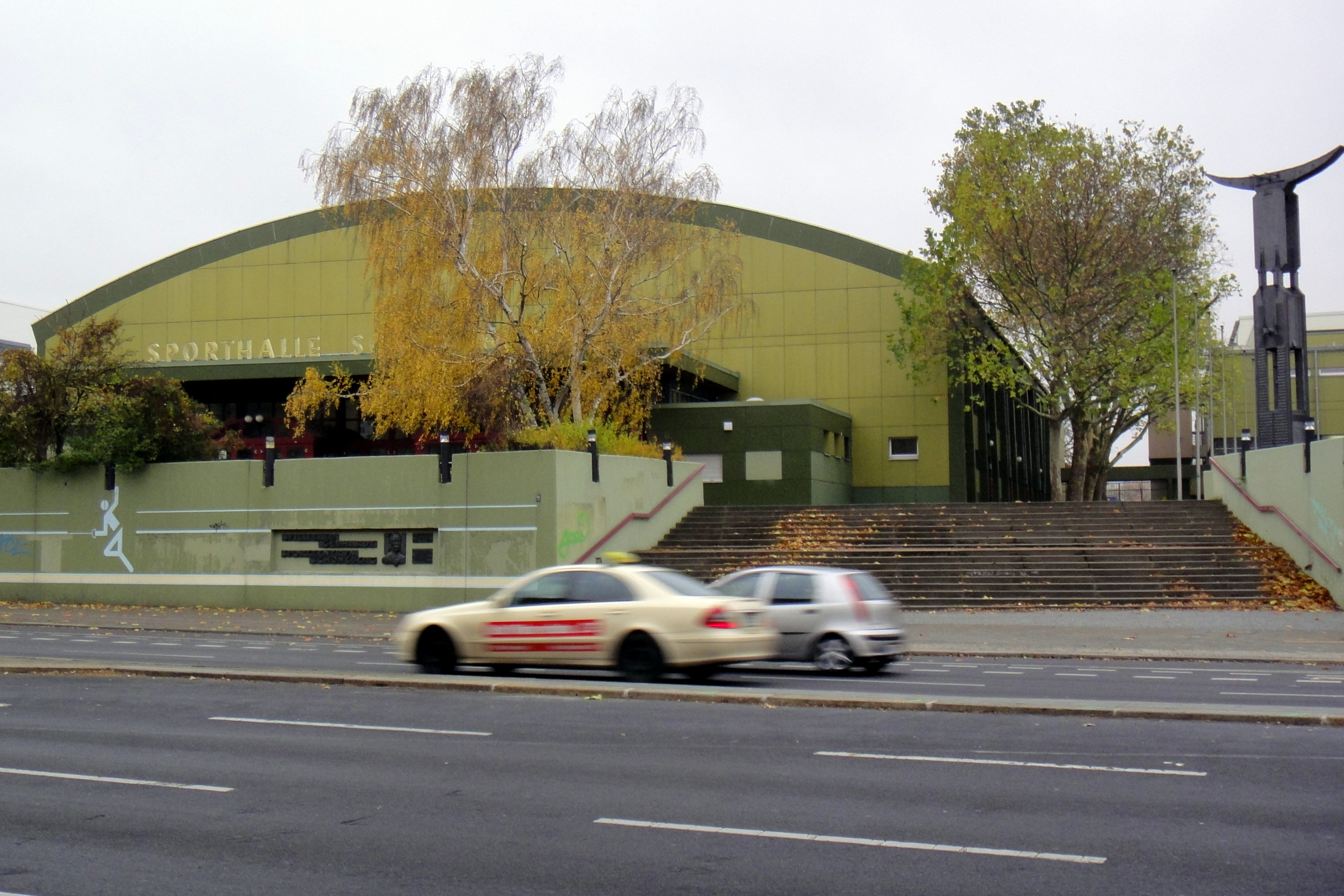
Sporthalle Schöneberg, 2012

Das Willibald-Gebhardt-Sportzentrum (bis 2003 Sportzentrum Schöneberg) ist ein Komplex mehrerer Sportanlagen im Berliner Ortsteil Schöneberg. Das Zentrum liegt am Sachsendamm und dem Autobahnkreuz Schöneberg, umgeben von zwei Möbelhäusern und Gewerbebetrieben. Das Zentrum entstand in den Jahren 1955 und 1967, um im Rahmen der Systemkonkurrenz ein West-Berliner Trainingszentrum höchster Qualität aufzubauen. Die Sporthalle entstand 1954 und wurde am 10. April des gleichen Jahres eröffnet, die mittlerweile abgerissene Radrennbahn Schöneberg im Mai 1959 und die Schwimmhalle 1967. Zum Gelände gehört ein Sportplatz mit Rasenfläche und Leichtathletikanlagen. Seit 1969 befindet sich auch die Sport- und Übungsleiterschule (Gerhard-Schlegel-Sportschule) des LSB Berlin auf dem Gelände.
Das von den Berliner Bäder-Betrieben betriebene  Schwimmbad wird fast ausschließlich als Schul- und Vereinsbad genutzt. Es verfügt über 50-Meter-Bahnen, eine Sprunganlage mit Sprungtürmen bis zu 10 Metern Höhe und eine Zuschauertribüne für 1000 Zuschauer. Es war und ist Austragungsort nationaler und internationaler Wettkämpfe, Olympiastützpunkt und Landesleistungszentrum des Berliner Schwimmverbandes.

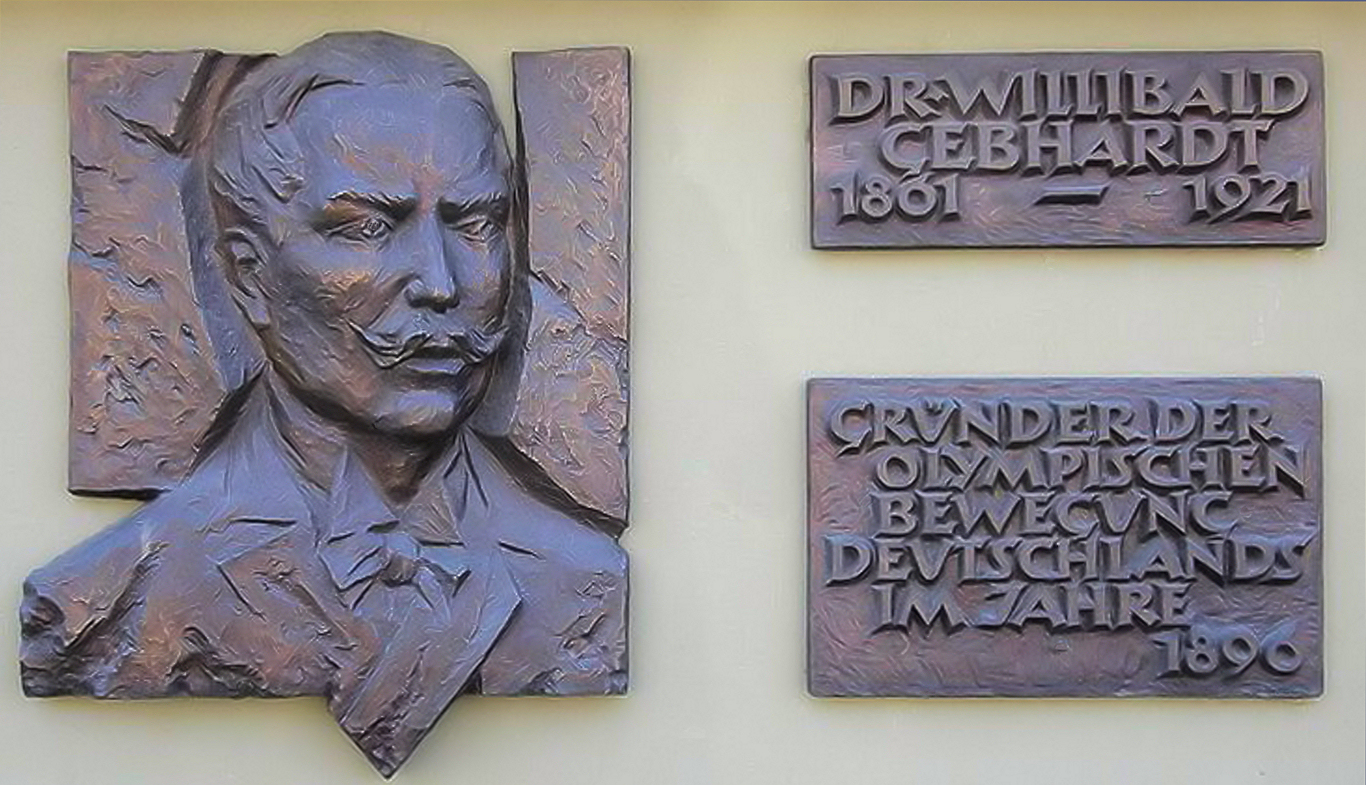
Gedenktafel für Willibald Gebhardt am Sportzentrum, dessen Namen es seit 2003 trägt

Die Schwimmhalle wurde damals als die modernste Europas angepriesen, sie verfügt über einen Aufzug am Sprungturm, eine elektronische Zeitmessung sowie ein Unterwasserfenster im Sprungbecken. Mark Spitz schwamm in dem Becken gleich nach der Eröffnung mehrere Weltrekorde. 1978 fanden hier Wettbewerbe der Schwimmweltmeisterschaften statt. In der Schwimmhalle trainieren etwa 20 Schwimm- und Wasserballvereine, darunter die vielfachen deutschen Meister von Spandau 04, die hier auch ihre Heimspiele in der Champions League austragen. Wenn die Wasserfreunde Gastgeber größerer Turniere sind, finden diese ebenfalls in der Schwimmhalle statt, beispielsweise die Endrunde im Deutschen Pokal 2011.
Die Sporthalle verfügt über eine Wettkampfhalle mit 1400 Zuschauerplätzen und eine angrenzende Turnhalle. Unter anderem fanden hier 1959 die Weltmeisterschaften im Cadre 71/2 der Billardspieler statt, sowie die deutsche Handballmeisterschaft der Frauen 1964. Am 22. Februar 1992 sprang der Ukrainer Serhij Bubka hier Weltrekord im Stabhochsprung bei dem von Rudi Thiel veranstaltetem Springer-Meeting (siehe auch: Liste der Weltrekordentwicklung im Stabhochsprung der Männer).
Im Jahr 2003 wurde es offiziell in Willibald-Gebhardt-Sportzentrum umbenannt, nach dem Gründer der olympischen Bewegung in Deutschland, Willibald Gebhardt.
Das Sportzentrum entstand dort, wo sich bereits seit den 1920er Jahren der Dominicus-Sportplatz befand.